# Dhuy (rivière)
Pour les articles homonymes, voir Dhuy (homonymie).
Pour l’article ayant un titre homophone, voir Dhuis (rivière).
Le Dhuy est une rivière française qui coule dans le  département du Loiret. C'est un affluent du Loiret, donc un sous-affluent de la Loire.
On l'appelle le Leu entre sa source et la localité de Tigy, puis la Bergeresse au niveau de Vienne-en-Val (et dans la banque de données SANDRE).

## Géographie
Le Dhuy est un cours d'eau de Sologne de 34,2 km de long. Il naît sur le territoire de Sully-sur-Loire au lieu-dit « La Brosse », et parcourt la zone de bois et d'étangs de la région sud-est d'Orléans. Peu après sa naissance il s'approche à une centaine de mètres de la Loire au lieu-dit Bouteille (commune de Guilly) puis oblique vers l'ouest, parallèlement au fleuve, direction qu'il maintient tout au long de son parcours. Le Dhuy rejoint le Loiret en rive droite à Olivet, à 1 km de la source du Loiret et 5,5 km au sud-est de la ville d'Orléans.
Dans les années 1970, le cours du Dhuy a été fortement artificialisé, afin de favoriser les activités agricoles (suppression de boucles de la rivière, etc). Le résultat fut une baisse importante de la biodiversité et une nette dégradation de la qualité des eaux.

## Hydronymie
Le nom s'expliquerait, en langue d’oïl, par duit, « source puissante », puis par doiz (conduit d’eau, canal de moulin)[réf. nécessaire], que l'on peut rapprocher au nom de  la rivière Dhuis dans le nord-est de la France.

Un duit ou dhuit est une petite digue submersible construite dans le lit mineur, parallèlement à l’écoulement. Il est souvent formé de pieux et de rochers empilés. Le mot est synonyme de “chevrette”.

### Communes traversées
D'amont en aval, le Dhuy traverse ou longe les communes suivantes (toutes situées dans le département du Loiret) : Sully-sur-Loire, Guilly, Neuvy-en-Sullias, Tigy, Vienne-en-Val, Férolles, Marcilly-en-Villette, Sandillon, Saint-Cyr-en-Val, Orléans, Olivet.

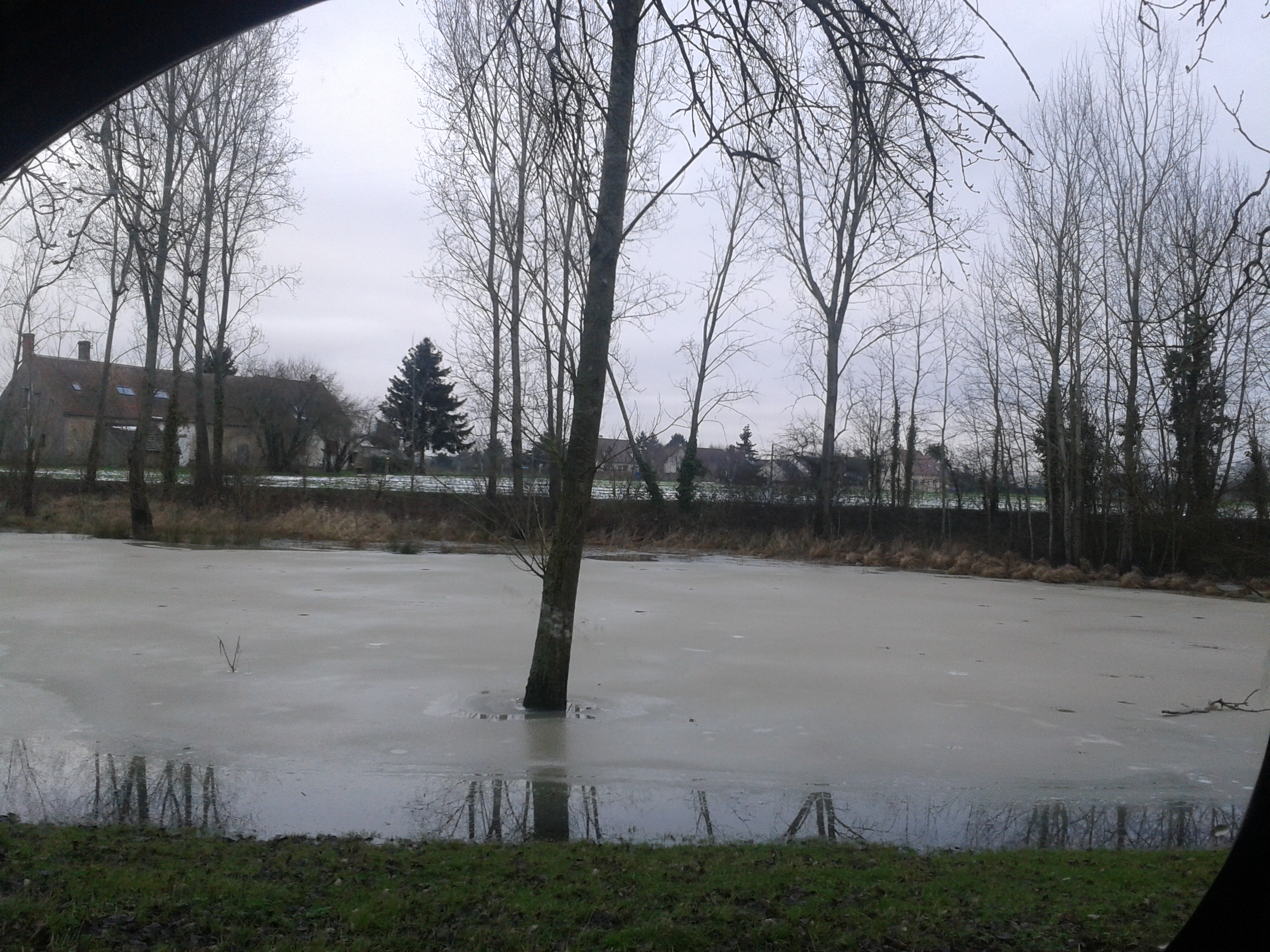
La Marmagne près de Babille, sur Férolles.

### Affluents
D'amont en aval ("rd" = rive droite ; "rg" = rive gauche), avec leur lieu de confluence :
- Le Massy (4,7 km) - rg ; hameau la Limace, Neuvy-en-Sullias[3]
- Le Mothois (4,7 km) -rg ; le Mothois, Neuvy-en-Sullias[4]
- ruisseau de l'étang des Noues (6,3 km) - rg ; la Noue aux Filles, Vienne-en-Val[5]
- L'Ousson (14,7 km) - rd ; 900 m en aval des Cabassières (commune de Vienne-en-Val), Férolles[6]
- La Marmagne (15 km) - rd ; le Gué, Sandillon[7]
- Le Morchêne (7,2 km) - rg ; rue de Sandillon, Saint-Cyr-en-Val[8]
- ruisseau de Gobson (3 km) - rd ; fosse de Gobson, Saint-Cyr-en-Val[9]

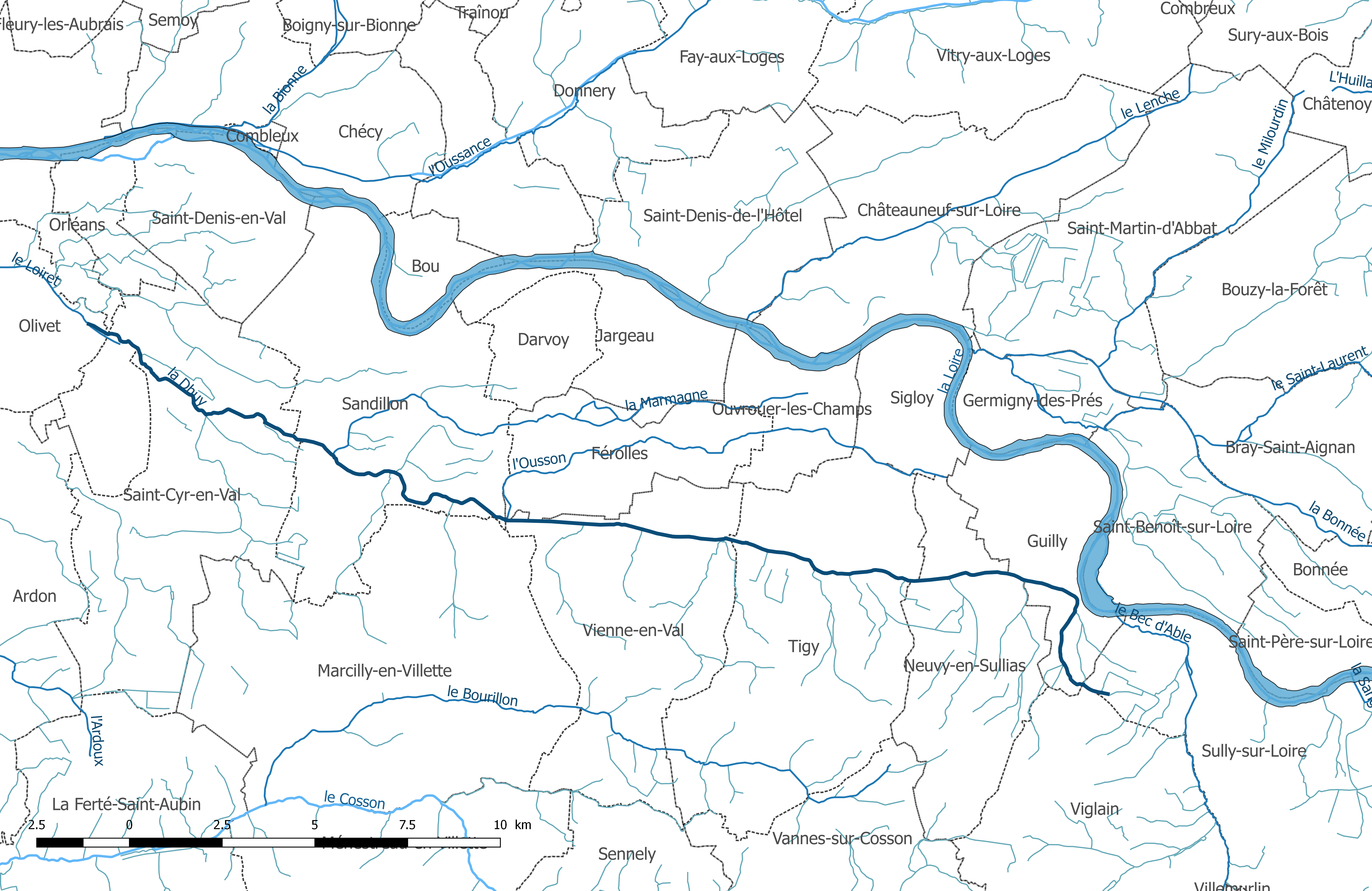
Cours d'eau la Dhuy.

## Hydrologie
Le Dhuy est une rivière peu régulière. Son débit a été observé durant 43 ans (1966-2008), à Saint-Cyr-en-Val, localité située au niveau de son confluent avec le Loiret. La surface ainsi étudiée est de 216 km2, soit la quasi-totalité du bassin versant du cours d'eau.
Le module de la rivière à Saint-Cyr-en-Val est de 0,683 m3/s. 
Le Dhuy présente des fluctuations saisonnières de débit très marquées, comme bien des cours d'eau du bassin de la Loire. Les hautes eaux se déroulent en hiver et se caractérisent par des débits mensuels moyens allant de 1,09  à   1,53 m3/s, de décembre à mars inclus (avec un maximum en janvier). À partir du mois d'avril, le débit diminue progressivement jusqu'aux basses eaux d'été qui ont lieu de juillet à septembre, entraînant une baisse du débit mensuel moyen jusqu'au plancher de 0,067 m3/s au mois de septembre. Il faut cependant garder à l'esprit que ces chiffres ne sont que des moyennes, et occultent des fluctuations plus prononcées sur de plus courtes périodes ou selon les années.
Ainsi aux étiages, le VCN3 peut chuter jusque 0,001 m3/s (un litre) en cas de période quinquennale sèche, c'est-à-dire que le cours d'eau peut tomber presque à sec, ce qui est très sévère. 
Les crues sont moyennement importantes, dans le contexte du bassin de la Loire où de fortes crues constituent souvent la norme. Les QIX 2 et QIX 5 valent respectivement 9  et   13 m3/s. Le QIX 10 est de 15 m3/s, le QIX 20 de 17 m3/s, tandis que le QIX 50 se monte à 20 m3/s.
Le débit instantané maximal enregistré à Saint-Cyr-en-Val a été de 22 m3/s le 4 janvier 2003, tandis que la valeur journalière maximale était de 20 m3/s le 10 avril de la même année. En comparant la première de ces valeurs à l'échelle des QIX de la rivière, il apparaît que cette crue était d'ordre plus que cinquantennal et donc tout à fait exceptionnelle.
Le Dhuy est une rivière fort peu abondante. La lame d'eau écoulée dans son bassin versant est de 100 millimètres annuellement, ce qui constitue moins du tiers de la moyenne d'ensemble de la France (320 millimètres). C'est aussi largement inférieur à la moyenne du bassin de la Loire (plus ou moins 245 millimètres). Le débit spécifique (ou Qsp) atteint 3,2 litres par seconde et par kilomètre carré de bassin.

### Impact du Dhuy sur le débit du Loiret
Le Dhuy procure plus ou moins 30 % de l'eau du Loiret, le reste provenant essentiellement de résurgences de la Loire.

## Gouvernance

### Échelle du bassin
En France, la gestion de l’eau, soumise à une législation nationale et à des directives européennes, se décline par bassin hydrographique, au nombre de sept en France métropolitaine, échelle cohérente écologiquement et adaptée à une gestion des ressources en eau. La Dhuy est sur le territoire du bassin Loire-Bretagne et l'organisme de gestion à l'échelle du bassin est l'agence de l'eau Loire-Bretagne.

### Échelle locale
En 2017, la Dhuy était gérée au niveau local par le syndicat intercommunal du Bassin du Loiret.

#### SAGE Val Dhuy - Loiret

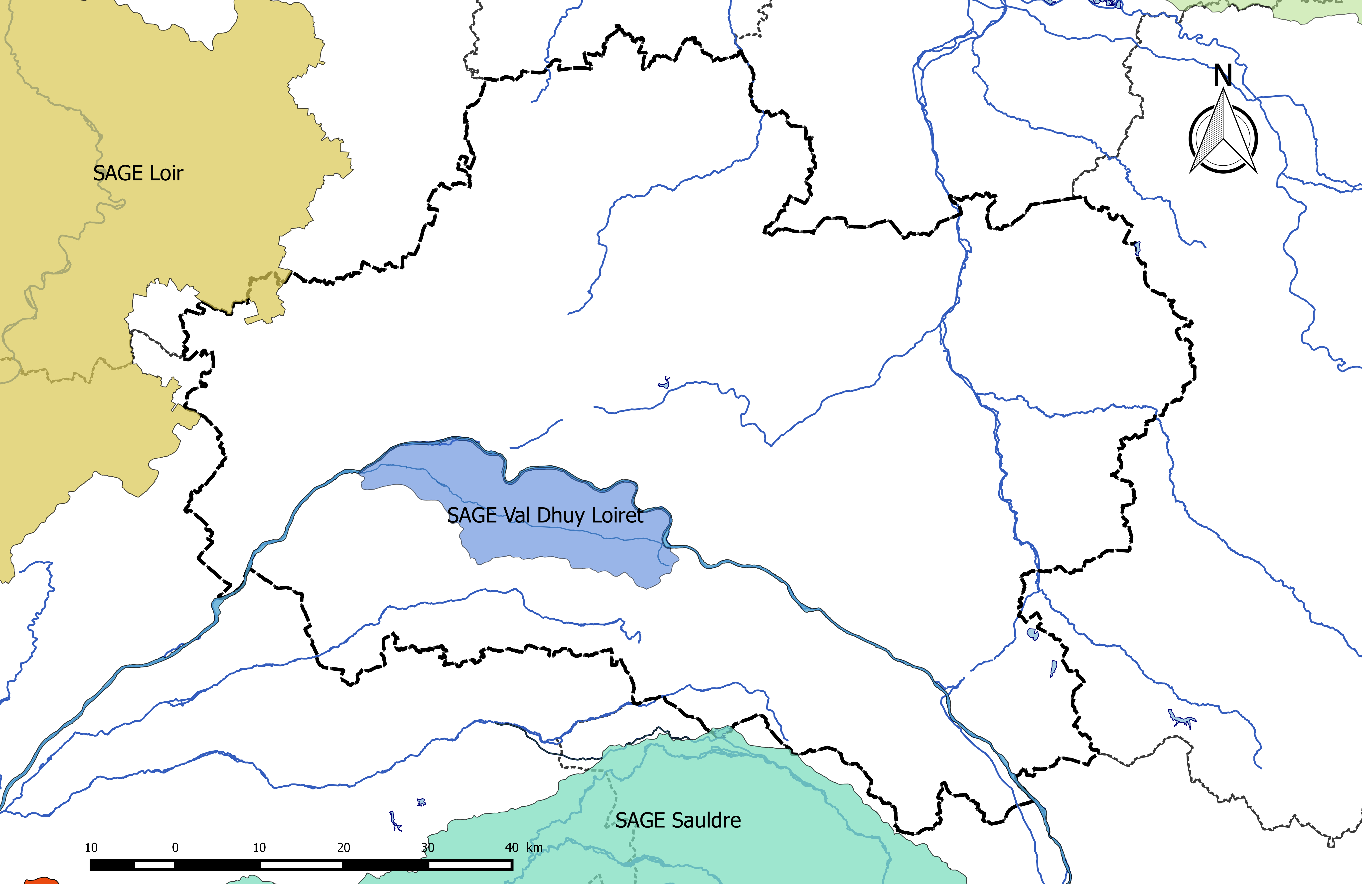
Carte des SAGE concernant le Loiret.

Le schéma d'aménagement et de gestion des eaux (SAGE) est un outil de planification au périmètre plus restreint que le schéma directeur d'aménagement et de gestion des eaux (Sdage). Il est fondé sur une unité de territoire où s’imposent une solidarité physique et humaine (bassins versants, nappes souterraines, estuaires, …). Il fixe les objectifs généraux, les règles, les actions et moyens à mettre en oeuvre pour gérer la ressource en eau et concilier tous ses usages. Le SAGE est élaboré par une commission locale de l’eau (C.L.E.) composée d’élus, d’usagers et de représentants de l’Etat. Il doit être approuvé par le Préfet après avis du comité de bassin pour devenir opposable aux décisions publiques. Les SAGE doivent être compatibles avec les orientations du SDAGE en application sur leur territoire. Le SAGE Val Dhuy - Loiret est un des quatre SAGE concernant le département du Loiret. Il couvre une partie du val d'Orléans et concerne les cours d'eau de l'Ousson, de la Marmagne et du Dhuy.
| Nom du SAGE       | Phase        | Périmètre fixé le | Création CLE    | Approuvé le      | Superficie | Nb communes du Loiret |
| ----------------- | ------------ | ----------------- | --------------- | ---------------- | ---------- | --------------------- |
| Val Dhuy - Loiret | Mis en œuvre | 14 janvier 1999   | 26 octobre 1999 | 15 décembre 2011 | 331 km2    | 21                    |